# 레오폴트 아우어

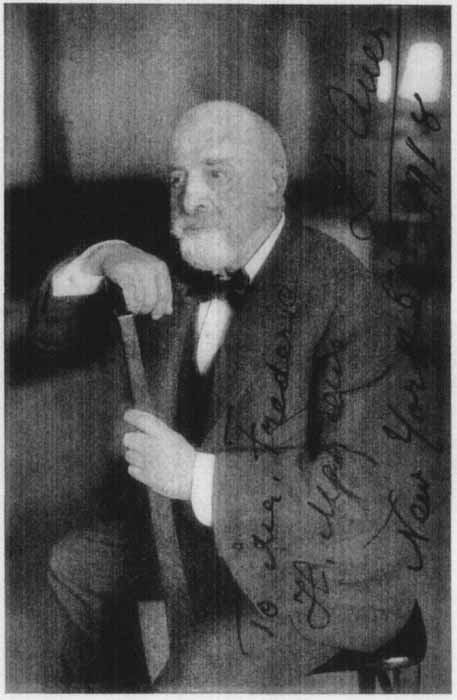
레오폴트 아우어

레오폴트 폰아우어(독일어: Leopold von Auer, 헝가리어: Auer Lipót 어우에르 리포트[*], 1845년 6월 7일 ~ 1930년 7월 15일)는 헝가리의 바이올린 연주자, 교육자, 지휘자, 작곡가이다. 베스프렘에서 태어나 부다페스트와 빈에서 바이올린을 배우고 하노버에서 요제프 요아힘에게 사사했다.
1868년부터 상트페테르부르크로 옮겨 1917년까지 상트페테르부르크 음악원에서 가르쳤다. 1918년에 미국으로 옮겨 마지막은 필라델피아에서 커티스 음악원 강단에 섰다.